# Grubbtjärnen, Norrbotten
Grubbtjärnen är en sjö i Bodens kommun i Norrbotten och ingår i Luleälvens huvudavrinningsområde.